# こひつじのティミー
『こひつじのティミー』(Timmy Time)は、イギリスのショートアニメ。アードマン・アニメーションズが共同制作したストップモーション・アニメーション。

## 概要
『ひつじのショーン』のスピンオフ作品となっている 。『ひつじのショーン』で登場する子羊のティミーが保育園に通い、成長していくストーリーで、幼児向けのシリーズとなっている。
イギリスではBBCのCBeebiesで2009年4月6日から放送されている 。
日本ではディズニー・チャンネルにて2010年4月5日より、子どもたちのための特別枠『ディズニージュニア』で放送。また、2013年4月7日よりNHK BSプレミアムの番組「おしりキッズ」内でNHK版の放送が始まり、同年10月7日からはNHK Eテレの「ミニアニメ」枠で単独放送されるようになった。
なお、ディズニー・チャンネル版とNHK版では、ロゴ、テーマ曲の日本語訳、エンディングのスタッフロール、サブタイトルなどが異なっている。話の内容についてもディズニー・チャンネル版はオリジナルと同じだが、NHK版ではナレーター（声：大垣理香）が存在し、一部シーンをカットして5分に短縮した編集版となっている。現在日本で発売されているDVDでは、ディズニー・チャンネル版のほか、NHK版も「国内放送版エピソード」として特典映像で収録されている。

## キャラクター
キャラのセリフは全て、各キャラの動物固有の鳴き声に類似したものであり、人間の話し言葉とはかなりかけ離れている。そのために、主人公のティミーも含めたキャラ全員の名前をエピソード中で知ることはほとんど不可能である。なお、公式サイトやNHK版のナレーションではキャラの名前が使われている。
ティミー
主人公の子羊。頭部と四肢の色は黒く、胴体は羊毛で覆われている。
鳴くときに、下顎が向かって左側にはみ出る。サッカーが得意。
「ひつじのショーン」の時よりやや成長しており、声も異なる。
オズボーン先生
フクロウ（大人）の学校の先生。
ハリエット先生
ペリカンの学校の先生。ティミーと以下に列挙する全員が通っている。
ルフィー
イヌの子供。
ミトゥンズ
ネコの子供。
オータス
フクロウの子供。
パクストン
ブタの子供。
キッド
ヤギの子供。
ヤッバ
アヒルの子供。
アプリコット
ハリネズミの子供。
フィンレー
キツネの子供。
ストライピー
アナグマの子供。
バンピー
イモムシの子供。
ティミーのママ
オープニング・エンディングにて、ティミーの送り迎えとして登場。オープニングでは、ハンカチで涙を拭いながらティミーを送り出している。